# Canet d'en Berenguer (kommunhuvudort)
Canet d'en Berenguer är en kommunhuvudort i Spanien.   Den ligger i provinsen Província de València och regionen Valencia, i den östra delen av landet, 300 km öster om huvudstaden Madrid. Canet d'en Berenguer ligger 8 meter över havet och antalet invånare är 3 669.
Terrängen runt Canet d'en Berenguer är varierad. Havet är nära Canet d'en Berenguer åt sydost. Närmaste större samhälle är Sagunto, 4,3 km väster om Canet d'en Berenguer.